# Diaphania magdalenae
Diaphania magdalenae is een vlinder uit de familie van de grasmotten (Crambidae), uit de onderfamilie van de Spilomelinae. De wetenschappelijke naam van deze soort is voor het eerst voorgesteld als Glyphodes magdalenae door George Francis Hampson in een publicatie uit 1899. Bij het mannetje varieert de lengte van de voorvleugel tussen 11,3 en 12,0 millimeter.

## Verspreiding
De soort komt voor in Mexico, Costa Rica, Colombia, Venezuela, Ecuador en Brazilië en kan worden aangetroffen tussen de 100 en 800 meter boven zeeniveau.